# 三叉神经

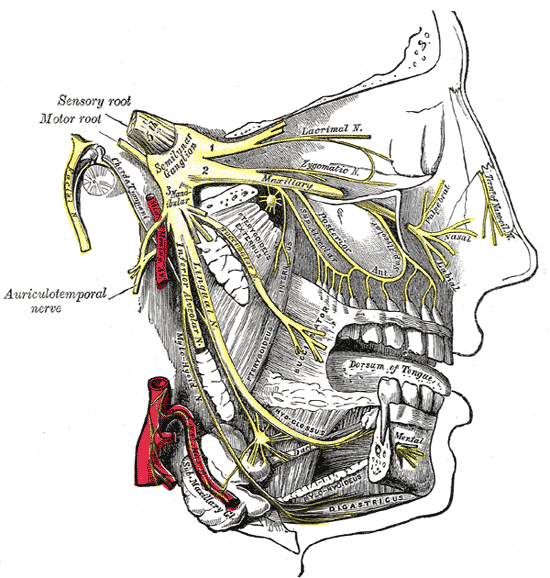
三叉神经

三叉神经（trigeminal nerve）即第五對腦神經，是面部最粗大的神经，属混合神经（含运动神经且含感觉神经），大部分为感觉纤维，小部分为运动纤维，因有三大支而得名。
三叉神经的感觉部分收集来自面部和头部的信息，运动部分则控制咀嚼肌。三叉神经的运动部分从脑桥与脑桥臂交界处出脑，再并入下颌神经，一同经卵圆孔穿出颅部。而它的感觉部分的胞体组成位于颞骨岩部尖端的三叉神经节，三叉神经节又分出三条分支，第一分支為眼神經（ophthalmic branch），第二分支為上颌神經（maxillary branch），第三分支為下颌神經（mandibular branch）。支配臉部、口腔、鼻腔的感覺和咀嚼肌的運動，並將頭部的感覺訊息傳送至大腦。

## 精细结构
- 第一分支：眼神经

眼神经是三条分支中最小的一支，仅含一般躯体感觉纤维，在三叉神经节处与上颌神经及下颌神经分开后，穿入海绵窦外侧壁，在动眼神经和滑车神经下方经眶上裂入进入眶部。眼神经又有三条分支：泪腺神经、额神经、鼻睫神经。
- 第二分支：上頜神经

上颌神经仅含一般躯体感觉纤维，从三叉神经节出发后同样进入海綿窦外侧，在圆孔处出颅后进入翼腭窝，经眶下裂进入入眶部，成为眶下神经。它的主要分支有上牙槽神經（前、後、中），中腦膜神經，眶下神經 ，顴神經，下瞼神經，上唇神經，咽神經，腭大神經和腭小神經，鼻腭神經。
- 第三分支：下頜神经

下颌神经是三条分支中最粗大的分支，它还包括了三叉神经运动支。离开三叉神经节并从卵圓孔出颅后，它在翼外肌的深面分为前、后两条主干。除三叉神经运动支外，它包括的神经还有耳颞神经、颊神经、舌神经、下牙槽神经。
三叉神經的運動根連接三叉神經節遠端的感覺成分，並將其軸突分佈到咀嚼肌：咬肌，內側和外側翼狀肌，顳肌。

## 外部連結
解剖學(Anatomy)-腦神經(cranial nerve)-CN V(三叉神經)（页面存档备份，存于）
- Pigeons Detect Magnetic Fields（页面存档备份，存于） An experiment indicating that the trigeminal nerve, in the species Columba livia may be the mechanism through which "homing pigeons" detect magnetic fields
- （英文）cranialnerves 在韦斯利诺曼的解剖课上（乔治城大学） (V)
- Trigeminal nerve anatomy, part 1（页面存档备份，存于） and part 2（页面存档备份，存于） on YouTube
- Notes on Trigeminal Nerve（页面存档备份，存于）
- Trigeminal Neuralgia（页面存档备份，存于）